# Pax Sinica
Pax Sinica (китайський мир) — неологізм, що позначає період зростання китайського політичного й економічного впливу, починаючи з кінця XX століття (діяльність Ден Сяопіна, доктрина мирного підйому Китаю) й особливо становлення Китаю як наддержави в XXI столітті.

## Історія
Зростаюче значення Китаю в міжнародних відносинах («м'яка сила») характеризується проголошенням курсу на перехід від долара до інших резервних валют (зокрема, до юаню), початком формування багатополярного світу, повсюдним зростанням інтересу до китайської мови, традицій і т. ін. Висловлюються припущення, нехай і пусті, що Pax Sinica в даний час приходить на зміну Pax Americana.
В історичному контексті за аналогією з Pax Romana та Pax Mongolica термін застосовується до тих періодів розвитку китайської цивілізації (як, наприклад, при династіях Хань і Тан), коли китайський уряд поширював свій політичний вплив на весь китайський світ, підтримуючи його в стані відносної стабільності та миру.